# US Open 2020 (tennis)
De 140e editie van het US Open werd gespeeld van 31 augustus tot en met 13 september 2020. Voor de vrouwen was dit de 134e editie van het Amerikaanse hardcourttoernooi. Het toernooi vond plaats in het USTA Billie Jean King National Tennis Center in de Amerikaanse stad New York. 
Deze editie werd sterk beïnvloed door de coronapandemie: 
- Voor het eerst in de geschiedenis van het US Open werd zonder publiek gespeeld.
- Er werden geen kwalificaties voor de mannen- en vrouwenenkelspeltoernooien gehouden.
- Het gemengd dubbelspel vond dit jaar niet plaats en in de mannen- en vrouwendubbelspeltoernooien bestond het veld uit 32 duo's in plaats van 64.
- De juniorentoernooien werden dit jaar eveneens niet gespeeld.

## Toernooisamenvatting
In het vrouwenenkelspel gaf de Canadese titelhoudster Bianca Andreescu verstek voor het toernooi, omdat ze naar eigen zeggen door de coronapandemie geen degelijke voorbereiding kende. Serena Williams, die nogmaals opging voor haar 24e grandslamtitel om het record van Margaret Smith-Court te evenaren, slaagde daar ook dit keer niet in – in de halve finale werd zij uitgeschakeld door Viktoryja Azarenka. De Wit-Russin moest op haar beurt de eindzege prijsgeven aan Naomi Osaka, die daarmee voor de tweede keer de US Open-titel op haar naam schreef.
Ook de titelhouder in het mannenenkelspel, de Spanjaard Rafael Nadal, was niet aanwezig; hij verklaarde niet te spelen vanwege veiligheidsrisico's. De als eerste geplaatste Novak Djokovic werd tijdens zijn vierderondepartij gediskwalificeerd, omdat hij, in frustratie over een verloren opslagspel, onoplettend een bal tegen de keel van een lijnrechter sloeg. De Oostenrijker Dominic Thiem won de titel – in de ruim vier uur durende finale versloeg hij de Duitser Alexander Zverev in vijf sets, met een tiebreak in de beslissende set.
Het vrouwendubbelspel werd in 2019 gewonnen door de Belgische Elise Mertens en Wit-Russin Aryna Sabalenka – zij bereikten de kwartfinale, waarin zij werden uitgeschakeld door de latere winnaressen. De Duitse Laura Siegemund en Russin Vera Zvonarjova, die nooit eerder hadden samengespeeld, wonnen de titel – in de eindstrijd versloegen zij de Amerikaanse Nicole Melichar en de Chinese Xu Yifan.
Bij de mannen waren de Colombianen Juan Sebastián Cabal en Robert Farah Maksoud de titelverdedigers; zij verloren in de tweede ronde van de Nederlander Jean-Julien Rojer en de Roemeen Horia Tecău. De Kroaat Mate Pavić en de Braziliaan Bruno Soares wonnen in de finale van de Nederlander Wesley Koolhof en de Kroaat Nikola Mektić.
In het rolstoelvrouwenenkelspel won de Nederlandse Diede de Groot voor het derde jaar op rij de finale van haar grootste concurrente, Yui Kamiji uit Japan. In het dubbelspel verloor het Nederlandse koppel Marjolein Buis en Diede de Groot van Yui Kamiji uit Japan en Jordanne Whiley uit het Verenigd Koninkrijk, die hiermee hun tweede US Open-titel wonnen.

## Toernooikalender
| US Open           | aug 2020 | september 2020 | september 2020 | september 2020 | september 2020 | september 2020 | september 2020 | september 2020 | september 2020 | september 2020 | september 2020 | september 2020 | september 2020 | september 2020 | september 2020 | september 2020 |
| US Open           | maa 31   | din 1          | woe 2          | don 3          | vrĳ 4          | vrĳ 4          | zat 5          | zon 6          | maa 7          | din 8          | woe 9          | don 10         | vrĳ 11         | zat 12         | zon 13         |                |
| ----------------- | -------- | -------------- | -------------- | -------------- | -------------- | -------------- | -------------- | -------------- | -------------- | -------------- | -------------- | -------------- | -------------- | -------------- | -------------- | -------------- |
| mannenenkelspel   | 1e ronde | 1e ronde       | 2e ronde       | 2e ronde       | 3e ronde       | 3e ronde       | 3e ronde       | 4e ronde       | 4e ronde       | kwartfinale    | kwartfinale    |                | halve finale   |                | finale         |                |
| vrouwenenkelspel  | 1e ronde | 1e ronde       | 2e ronde       | 2e ronde       | 3e ronde       | 3e ronde       | 3e ronde       | 4e ronde       | 4e ronde       | kwartfinale    | kwartfinale    | halve finale   |                | finale         |                |                |
| mannendubbelspel  |          |                | 1e ronde       | 1e ronde       | 2e ronde       | 2e ronde       | 2e ronde       | kwartfinale    | kwartfinale    | halve finale   |                | finale         |                |                |                |                |
| vrouwendubbelspel |          |                | 1e ronde       | 1e ronde       | 2e ronde       | 2e ronde       | 2e ronde       | kwartfinale    | kwartfinale    | halve finale   | halve finale   |                | finale         |                |                |                |

## Belangrijkste uitslagen
Mannenenkelspel

Finale: Dominic Thiem won van Alexander Zverev met 2-6, 4-6, 6-4, 6-3, 7-6
Vrouwenenkelspel

Finale: Naomi Osaka (Japan) won van Viktoryja Azarenka (Wit-Rusland) met 1-6, 6-3, 6-3
Mannendubbelspel

Finale: Mate Pavić (Kroatië) en Bruno Soares (Brazilië) wonnen van Wesley Koolhof (Nederland) en Nikola Mektić (Kroatië) met 7-5, 6-3
Vrouwendubbelspel

Finale: Laura Siegemund (Duitsland) en Vera Zvonarjova (Rusland) wonnen van Nicole Melichar (VS) en Xu Yifan (China) met 6-4, 6-4
Rolstoelmannenenkelspel

Finale: Shingo Kunieda (Japan) won van Alfie Hewett (Verenigd Koninkrijk) met 6-3, 3-6, 7-6
Rolstoelmannendubbelspel

Finale: Alfie Hewett (Verenigd Koninkrijk) en Gordon Reid (Verenigd Koninkrijk) wonnen van Stéphane Houdet (Frankrijk) en Nicolas Peifer (Frankrijk) met 6-4, 6-1
Rolstoelvrouwenenkelspel

Finale: Diede de Groot (Nederland) won van Yui Kamiji (Japan) met 6-3, 6-3
Rolstoelvrouwendubbelspel

Finale: Yui Kamiji (Japan) en Jordanne Whiley (VK) wonnen van Marjolein Buis (Nederland) en Diede de Groot (Nederland) met 6-3, 6-3
Quad-enkelspel

Finale: Sam Schröder (Nederland) won van Dylan Alcott (Australië) met 7-6, 0-6, 6-4
Quad-dubbelspel

Finale: Dylan Alcott (Australië) en Andy Lapthorne (VK) wonnen van Sam Schröder (Nederland) en David Wagner (VS) met 4-6, 6-3, [10-8]

## Uitzendrechten
Het US Open was in Nederland en België exclusief te zien op Eurosport. Eurosport zond het US Open uit via de lineaire sportkanalen Eurosport 1 en Eurosport 2 en via de online streamingdienst, de Eurosport Player.